# Afric Pepperbird

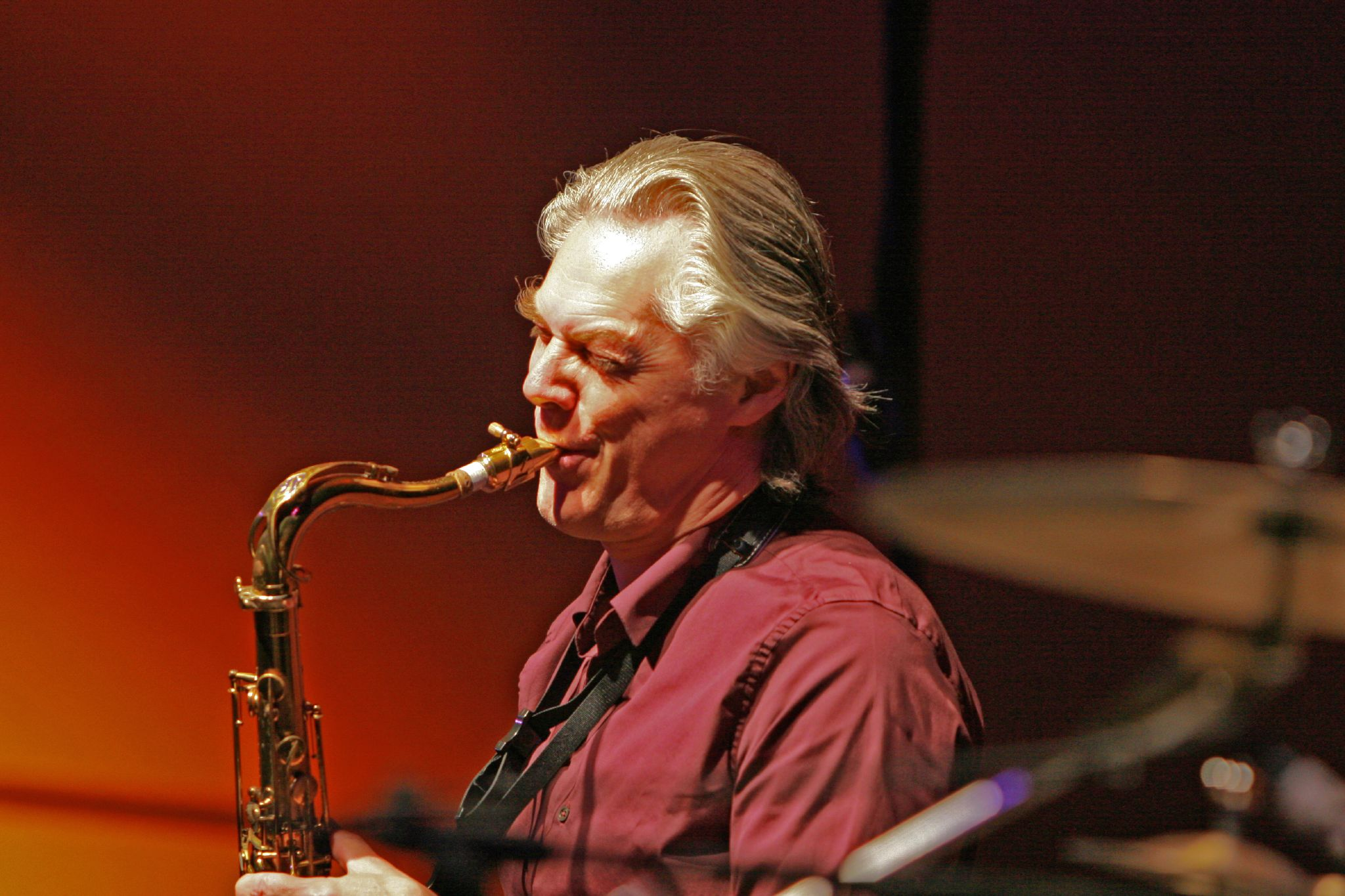
Jan Garbarek (2007)

Afric Pepperbird ist ein Album des norwegischen Saxophonisten Jan Garbarek, das er gemeinsam mit dem  Gitarristen Terje Rypdal, dem Bassisten Arild Andersen und dem Schlagzeuger Jon Christensen – seinem Jan Garbarek Quartett – eingespielt und im Januar 1971 veröffentlicht hat.

## Album
Afric Pepperbird wurde am 22. und 23. September 1970 im Bendiksen Studio in Oslo aufgenommen, mit Jan Erik Kongshaug als Toningenieur. Das Album war Garbareks erstes bei ECM Records veröffentlichtes Album und damit der Beginn der bis heute andauernden Zusammenarbeit mit diesem Plattenlabel. Vier von acht der den Improvisationen zugrundeliegenden Kompositionen des Albums (Skarabée, Beast of Kommodo, Blow Away Zone und Afric Pepperbird) stammen von Jan Garbarek, drei Kompositionen (Mah-Jong, MYB und  Concentus) hat Arild Andersen beigesteuert und eine Komposition (Blupp) stammt von Jon Christensen.

## Titelliste
- Jan Garbarek: Afric Pepperbird (ECM 1007)[1]

1. Skarabée (Garbarek) – 6:15
2. Mah-Jong (Andersen) – 1:50
3. Beast of Kommodo (Garbarek) – 12:30
4. Blow Away Zone (Garbarek) – 8:35
5. MYB (Andersen) – 1:50
6. Concentus (Andersen) – 0:47
7. Afric Pepperbird (Garbarek) – 7:58
8. Blupp (Christensen) – 1:05

## Mitwirkende

### Musiker und ihre Instrumente
- Jan Garbarek – Tenorsaxophon, Basssaxophon, Klarinette, Flöte, Perkussion
- Terje Rypdal – Gitarre, Flügelhorn
- Arild Andersen – Kontrabass, Kalimba, Xylophon
- Jon Christensen – Perkussion[1]

### Produktionsstab
- B & B Wojirsch – Coverdesign
- Jan Erik Kongshaug – Toningenieur
- Terje Engh – Fotografie
- Manfred Eicher – Produzent[1]

## Rezeption
Die Allmusic-Rezension von Brian Olewnick verleiht dem Album 4½ von 5 Sternen und meint: „Zusammen mit Sart, Tryptikon und Witchi-Tai-To (sowie einer vorangegangenen Aufnahme bei Flying Dutchman Records) repräsentiert dieses Album den stärksten und energischsten Teil von Garbareks Karriere, bevor er dem, was als ECM-Ästhetik bekannt wurde, erlegen ist. Sehr empfehlenswert.“ Der Jazz – Rough Guide schreibt: „… vielversprechender Anfang. Das Album weist auf die impressionistische Richtung hin, die Garbarek später einschlagen wird, enthüllt aber auch seine nach innen gekehrte, reklamatorische Seite, die Coltrane und Ayler so viel zu verdanken hat. Der Titeltrack bezieht sich auch auf den Miles Davis jener Tage“. Nordische-Musik.de finden: „Gitarrist Terje Rypdal, Bassist Arild Andersen und Drummer Jon Christensen tobten sich mit ihrem autodidaktischen Chef in frenetisch-expressivem, von amerikanischen Vorbildern (John Coltrane, Pharoah Sanders) beeinflusstem Free-Jazz aus, der die Zuhörerschaft spaltet: Freunde späterer wohltönender Alben können mit dem »Radau« wenig anfangen, während andere Garbarek nach diesem tonalen Tornado nur einen andauernden Rückfall in die Lethargie attestierten. Fakt ist: Von der Ausdrucksgewalt dieses ekstatischen Befreiungsschlags können sich auch heute noch Free-Jazzer eine Scheibe abschneiden.“ The Rolling Stone Jazz Record Guide vergibt 3 von 5 Sternen.
Richard Cook und Brian Morton bewerteten das Album im Penguin Guide to Jazz mit der zweithöchsten Note (3½ Sterne); für die Autoren ist es „ein erstaunliches Debüt“. Mit seinen Coltrane-Einflüssen, der an Ayler angelehnten multiphonischen Intensität, kombiniert mit Dexter Gordons Phrasierung, sei es auch das am meisten außerhalb seines (späteren) Œuvres stehendes Album. Die rhythmische Zusammenarbeit mit Andersen und Christensen sei kaum zu schlagen; auch Terje Rypdals abstrakte, unmetrische Akkordarbeit passe mehr oder weniger perfekt zu diesem Gig.